# Homalopsinus hustachei
Homalopsinus hustachei es una especie de coleóptero de la familia Attelabidae.

## Distribución geográfica
Habita en Angola y Namibia.